# Ecseg
Ecseg là một thị trấn thuộc hạt Nógrád, Hungary. Thị trấn này có diện tích 24,1 km², dân số năm 2010 là 1243 người, mật độ 52 người/km².